# Pangim
Pangim (em inglês: Panjim; em concani: Ponjé; em hindi  e marata: पणजी), oficialmente Panaji e antigamente era o primeiro bairro da cidade de Nova Goa, é a capital do estado de Goa, na Índia. É também a sede administrativa do distrito de Goa Norte e da taluca de Tisuadi.
É o centro de uma zona fortemente urbanizada, posicionando-se como a terceira mais populosa cidade goesa, atrás somente de Vasco da Gama e de Margão. Tal área metropolitana tinha 114 405 habitantes em 2011.

## Etimologia
O topónimo Panaji, uma corruptela de Panjacali (Panjakhali), um nome que foi encontrado em placas de cobre do rei Cadamba Tribuvanamala (século XI), deriva das palavras de sânscrito panjani (barco) e khali (pequena ribeira). O nome em português é Pangim, que em inglês se escreve Panjim. O nome oficial, Panaji, começou a ser usado na década de 1960. Em concani, a língua local a cidade chama-se Ponjé.

## História
Até ao século XVIII o sitio de Pangim fazia parte da aldeia chamada "Taleigão". Foi ganhando importância principalmente a partir de 1759, quando o vice-rei e governador da Índia Portuguesa Manuel de Saldanha de Albuquerque e Castro, depois 1.º Conde da Ega, ali instalou a sua residência, a 1 de Dezembro. Antes de se mudar, o vice-rei e governador remodelou a fortaleza do Idalcão, transformando-a num palácio. Tornou-se, então, na "Vila de Pangim".
D. Miguel I de Portugal, por decreto de 29 de setembro e carta de 9 de outubro de 1829, criou 1.ª Condessa de Vila de Pangim D. Maria Leonor Teresa da Câmara, filha do antigo vice-rei e capitão-geral D. Manuel Maria Gonçalves Zarco da Câmara e de sua mulher D. Maria Teresa José de Jesus de Melo.
Em 1843, tornou-se oficialmente o primeiro bairro da cidade de Nova Goa e local onde se centrava a administração da Índia Portuguesa, em substituição da cidade de Goa (que gradualmente passou a ser conhecida como Velha Goa).
Em 9 de novembro de 1854 é criada o importante Liceu de Goa, a primeira instituição liceal das possessões portuguesas da Índia. No pós independência indiana, em 1966, tornou-se a Escola Secundária Técnica Governamental.
D. Luís I de Portugal, por decreto de 7 de junho de 1864, criou 1.º Conde de Nova Goa D. Luís Caetano de Castro e Almeida Pimentel de Sequeira e Abreu.
Como o resto das possessões portuguesas na Índia, a 19 de dezembro de 1961 Pangim passou a fazer parte da União Indiana, ficando como capital do território da União de Goa, Damão e Diu.
Quando Goa passou a ser um estado, a 30 de maio de 1987, Pangim passou a ser capital estadual.

## Geografia
A cidade de Pangim cobre quase a totalidade da área territorial da taluca de Tusuadi. Assim como sua taluca, situa-se ilha de Tisuadi, em um terreno pouco elevado, cercado pelas águas da baía de Mormugão, do canal Cumbarjem e do rio Mandovi.
A cidade tem uma altitude média de 7 metros e várias subdivisões administrativas (vāde) como São Tomé, Fontainhas, Mala, Portais, Altinho, Cortin, Praça da Igreja, Tar (junto ao cais do ferryboat), Bazar, Japão (perto de Dom Bosco) e Boca de Vaca. Outras zonas fora do perímetro urbano são, por exemplo, Campal, Santa Inês, Chincholem, Batulem, e Pato. Além de se situar nas margens do Mandovi, o centro de Pangim é limitado por duas ribeiras (chamadas localmente pői no singular), a ribeira de Ourém a leste e a de Santa Inês a oeste.
A cidade de Pangim está no centro de uma zona densamente urbanizada. Tal zona extende-se pelas cidades de Margão, Goa Velha, Pondá, Mapuçá, Vasco da Gama e Pangim, que formam a Área Metropolitana de Pangim-Vasco da Gama, a maior mancha urbana do estado de Goa.

### Clima
O clima de Pangim é do tipo tropical de monção (Am na classificação Köppen-Geiger), quente no verão e ameno no inverno. No verão (de março a maio), as temperaturas chegam aos 32 °C e no inverno (dezembro a fevereiro), oscilam geralmente entre 23 e 31 °C. O período de monção ocorre entre junho e setembro, com chuvas e ventos fortes. A precipitação média anual é de 2 932 mm.
| Dados climatológicos para Pangim | Dados climatológicos para Pangim | Dados climatológicos para Pangim | Dados climatológicos para Pangim | Dados climatológicos para Pangim | Dados climatológicos para Pangim | Dados climatológicos para Pangim | Dados climatológicos para Pangim | Dados climatológicos para Pangim | Dados climatológicos para Pangim | Dados climatológicos para Pangim | Dados climatológicos para Pangim | Dados climatológicos para Pangim | Dados climatológicos para Pangim |
| Mês                              | Jan                              | Fev                              | Mar                              | Abr                              | Mai                              | Jun                              | Jul                              | Ago                              | Set                              | Out                              | Nov                              | Dez                              | Ano                              |
| -------------------------------- | -------------------------------- | -------------------------------- | -------------------------------- | -------------------------------- | -------------------------------- | -------------------------------- | -------------------------------- | -------------------------------- | -------------------------------- | -------------------------------- | -------------------------------- | -------------------------------- | -------------------------------- |
| Temperatura máxima recorde (°C)  | 36,0                             | 37,8                             | 36,8                             | 39,6                             | 37,4                             | 35,4                             | 31,9                             | 31,2                             | 34,2                             | 36,3                             | 37,0                             | 35,4                             | 39,6                             |
| Temperatura máxima média (°C)    | 32,0                             | 31,7                             | 32,2                             | 33,1                             | 33,4                             | 30,3                             | 29,1                             | 28,7                             | 29,8                             | 31,8                             | 32,9                             | 32,7                             | 31,5                             |
| Temperatura média (°C)           | 26,0                             | 26,3                             | 27,7                             | 29,3                             | 30,0                             | 27,6                             | 26,7                             | 26,4                             | 26,9                             | 27,9                             | 27,6                             | 26,9                             | 27,4                             |
| Temperatura mínima média (°C)    | 19,9                             | 20,7                             | 23,2                             | 25,5                             | 26,5                             | 24,8                             | 24,3                             | 24,0                             | 24,0                             | 23,9                             | 22,2                             | 21,0                             | 23,3                             |
| Temperatura mínima recorde (°C)  | 15,7                             | 16,8                             | 17,3                             | 21,2                             | 21,3                             | 21,0                             | 21,4                             | 21,5                             | 21,4                             | 20,0                             | 17,0                             | 15,5                             | 15,5                             |
| Chuva (mm)                       | 0                                | 0                                | 1                                | 5                                | 56                               | 891                              | 853                              | 622                              | 237                              | 111                              | 35                               | 2                                | 2 813                            |
| Dias com precipitação            | 0                                | 0,1                              | 0,1                              | 0,6                              | 3,8                              | 24,0                             | 28,2                             | 27,2                             | 14,9                             | 6,6                              | 3,5                              | 0,3                              | 109,3                            |
| Humidade relativa (%)            | 67                               | 69                               | 71                               | 71                               | 71                               | 85                               | 88                               | 89                               | 86                               | 80                               | 70                               | 64                               | 76                               |
| Insolação (h)                    | 311,8                            | 290,2                            | 219,0                            | 289,0                            | 296,5                            | 125,1                            | 105,7                            | 122,1                            | 177,1                            | 247,7                            | 272,6                            | 299,3                            | 2 828,1                          |
| Fonte: NOAA (1971–1991)          |                                  |                                  |                                  |                                  |                                  |                                  |                                  |                                  |                                  |                                  |                                  |                                  |                                  |

### Demografia
Segundo o censo de 2011, Pangim tinha 114 405 habitantes, 52% do sexo masculino e 48% do sexo feminino. 9,6% da população tinha menos de 7 anos de idade. A taxa de literacia era de 90,9% (94,6% nos homens e 86,9% nas mulheres).

## Infraestrutura

### Transportes
A cidade conecta-se ao restante do país pelo Caminho de Ferro Concão, que a liga a norte e a sul do estado de Goa, permitindo acesso até mesmo a distante cidade de Roa (na zona metropolitana de Bombaim), no estado de Maarastra, e a Mangalor, no estado de Carnataca.
Sua principal conexão rodoviária é feita pela Rodovia Nacional 66 (NH 66, sigla para National Highway 66), que dá acesso a Bombaim e a Cabo Comorim.

### Educação
A cinco quilômetros do centro da cidade, numa região chamada platô de Taleigão, está a sede da Universidade de Goa, a principal instituição de ensino superior do estado de Goa.

## Cultura e lazer
O coração da cidade é a Praça da Igreja, também conhecida por Jardim Municipal, a qual é dominada no lado oriental pela grande escadaria da Igreja de Nossa Senhora da Imaculada Conceição, um edifício em estilo barroco português, erigida originalmente em 1541 e que é um dos ex-libris da cidade.
Outros monumentos notáveis incluem o antigo Palácio de Adilshah (ou do Idalcão), o Instituto Menezes Bragança, a Academia Kala, a capela de São Sebastião, a biblioteca central, o templo hindu de Mahalaxmi e a mesquita de Jama Masjide. O Palácio do Idalcão foi construído pelo sultão de Bijapur alguns anos antes dos portugueses terem conquistaram Goa ao sultanato. Foi reconstruído mais do que uma vez, nomeadamente quando passou a ser a residência do vice-rei, a partir de 1759. O Instituto Menezes Bragança, chamado Instituto Vasco da Gama durante o período colonial português, é um centro cultural fundado em 1871. Os seus painéis de azulejo retratam cenas d'Os Lusíadas de Camões, como por exemplo a chegada de Vasco da Gama à Índia). A Academia Kala é um centro cultural cuja sede foi desenhada por Charles Correa.
Um dos bairros mais típicos de Pangim é o denominado bairro das Fontainhas. Situado entre as margens da ribeira de Ourém e do Mandovi, no fundo da colina do bairro vizinho do Altinho, as suas ruas estreitas lembram o bairro de Alfama, em Lisboa, onde ainda se respira uma atmosfera reminiscente da presença portuguesa, seja pela arquitetura, seja, por exemplo, pela existência de pastelarias onde se vendem pastéis de nata. Algumas das casas antigas necessitam algum restauro, uma vez que, em alguns casos, as suas características varandas de madeira se encontram em risco de ruir. O Altinho é outro bairro típico, onde tradicionalmente vivia (ou ainda vive) a elite goesa. No cimo do Altinho, em Mala, ergue-se o templo hindu de Hanuman Mandir, em Mala, onde todos os anos em fevereiro ocorre uma zatra (romaria) que é uma das grandes festas em Pangim. Outro bairro que ainda retém muitos traços da presença portuguesa é o de São Tomé.
Outros locais conhecidos de Pangim são a Estrada 18 de Junho, a rua mais movimentada da cidade, com muito comércio orientado tanto para locais como para turistas. Já fora do centro histórico, mas ainda na zona urbana, situa-se a praia de Miramar e, um pouco mais longe, a de Dona Paula.
Uma das festas mais populares de Goa em geral e de Pangim em particular é o Carnaval, durante o qual são organizados desfiles coloridos. Segue-se depois o Xigmo, um festival realizado na Primavera no qual os goeses integram o Holi, e a zatra de Mala já referida. Na véspera do Diwali é organizada a parada de Narkāsūr, outro desfile muito colorido.